# Pont-de-Larn

Pont-de-Larn este o comună în departamentul Tarn din sudul Franței. În 2009 avea o populație de 2.871 de locuitori.

## Evoluția populației
| An        | 1975  | 1982  | 1990  | 1999  | 2006  | 2009  |
| --------- | ----- | ----- | ----- | ----- | ----- | ----- |
| Populație | 2.304 | 2.311 | 2.525 | 2.737 | 2.847 | 2.871 |